# Gibson City, Illinois
Gibson City là một thành phố thuộc quận Ford, tiểu bang Illinois, Hoa Kỳ. Năm 2010, dân số của thành phố này là 3407 người.

## Dân số
Dân số qua các năm:
- Năm 2000: 3373 người.
- Năm 2010: 3407 người.